# Combate de Redinha
O Combate de Redinha foi travado no dia 12 de Março de 1811 durante a retirada de Massena, no final da terceira invasão francesa de Portugal. Este combate insere-se no conjunto de acções retardadoras executadas pelas tropas francesas sob o comando do Marechal Ney.
Na Redinha foi travada uma das batalhas realizadas durante a 3ª invasão francesa.(Redinha é uma freguesia portuguesa do concelho de Pombal, distrito de Leiria)

## Antecedentes
Durante a terceira invasão francesa de Portugal, o exército de Massena foi detido pelo sistema defensivo conhecido como Linhas de Torres Vedras. Por não ter recebido reforços que lhe permitissem atacar as Linhas de Torres e perante as grandes dificuldades em abastecer o seu exército, Massena decidiu retirar em direcção ao Vale do Mondego.

A retirada teve início no dia 4 de Março. Os seus Corpos de Exército (CE) seguiram três itinerários: o II CE seguiu pela estrada Santarém – Tomar – Ansião – Espinhal; do VI CE, cada divisão marchou por itinerários diferentes; a 1ª Divisão, de Marchand, marchou com Ney de Tomar para Leiria onde se juntou à Divisão de Conroux do IX CE; das outras duas divisões, a de Mermet juntou-se à anterior em Pombal; o VIII CE saiu da região de Rio Maior, seguiu para Torres Novas e daí para Pombal a partir de onde se posicionou, no itinerário Leiria – Pombal – Redinha - Condeixa – Coimbra, à frente das divisões dos VI e IX CE. O VI CE, com as suas 1ª (Marchand) e 2ª (Mermet) Divisões e uma parte da cavalaria constituíam a Guarda de Retaguarda e seguiu, a partir de Pombal, atrás do VIII CE e a Divisão Conroux do IX CE que escoltava os trens. Para uma visão mais completa da distribuição das forças pelos diferentes itinerários ver o artigo Retirada de Massena.

Após o Combate de Pombal, no dia 11 de Março, Ney retirou a totalidade das sua tropas para Venda da Cruz e daí para a povoação de Redinha. No dia 12 de manhã, a cavalaria britânica que seguia à frente do exército de Wellington descobriu que os franceses já tinham abandonado Venda da Cruz para uma posição mais a Norte; descobriram também que, para além do VI CE que se encontrava à sua frente existia agora uma outra força no flanco Este. Tratava-se da Divisão de Loison, do VI CE, que se encontrava em Rabaçal. Na tarde desse dia, Wellington estava pronto a lançar o ataque sobre as posições francesas.

## O campo de batalha
A povoação (hoje vila) de Redinha situa-se num vale, na base da Serra do Sicó. A povoação é atravessada pelo Rio Anços que, junto de Soure vai desaguar no Rio Arunca (também conhecido como Rio Soure). Para atravessar o rio existia uma ponte de pedra românica (ainda existe). A povoação de Redinha tinha uma construção muito irregular, e o caminho para a ponte não era fácil pois as ruas eram muito estreitas e de traçado muito tortuoso. Na margem esquerda (ocidental) do rio existe um planalto com algumas áreas arborizadas. O terreno é irregular e de difícil progressão. Dificultando o avanço dos franceses.

## As forças em presença

### As forças francesas
As forças francesas empenhadas no Combate de Pombal foram duas divisões do VI CE (Sexto Corpo de Exército) sob o comando do Marechal Michel Ney. Os efectivos conhecidos referentes a estas unidades reportam a 1 de Janeiro de 1811 e, desta forma, não correspondem à realidade mas podem dar uma ideia dos quantitativos envolvidos. Eram as seguintes unidadesː

- 1ª Divisão de Infantaria, sob o comando do General de Divisão Jean-Gabriel Marchand, com 182 oficiais e 4 805 praças;
- 2ª Divisão de Infantaria, sob o comando do General de Divisão Julien Auguste Joseph Mermet, com 212 e 6 040 praças;
- Brigada de Cavalaria Ligeira, sob o comando do  General de Brigada Auguste Étienne Marie Lamotte, com 48 oficiais e 604 praças.

Ao VI CE não se tinha juntado ainda a sua 3ª Divisão de Infantaria (de Loison) que se encontrava em Rabaçal.

### As forças anglo-lusas
Do exército de Wellington estiveram envolvidas nesta acção três divisões britânicas e uma Brigada Independente Portuguesaː

- 3ª Divisão, com um efectivo de 6 050 homens (4 500 britânicos, 1 550 portugueses), sob o comando do Major-General Sir Thomas Picton; desta divisão fazia parte a 8ª Brigada de Infantaria Portuguesa, sob o comando do Tenente-Coronel Charles Sutton, que compreendia dois batalhões do RI 9 (Regimento de Infantaria 9) e dois do RI 21;
- 4ª Divisão, com um efectivo de 6 900 homens (4 800 britânicos, 2 100 portugueses), sob o comando do Tenente-General Sir Galbraith Lowry Cole; desta divisão fazia parte a 9ª Brigada de Infantaria Portuguesa, sob o comando do Coronel Richard Collins, que compreendia dois batalhões do RI 11 e dois do RI 23;
- Divisão Ligeira, com um efectivo de 4 300 homens (3 400 britânicos, 900 portugueses), sob o comando do Major-General Sir William Erskine;As unidades portuguesas desta Divisão eram Caçadores 1 e Caçadores 3;
- 1ª Brigada Independente Portuguesa, com um efectivo de 2 100 homens (todos portugueses), sob o comando do Brigadeiro Dennis Pack; esta brigada era constituída por dois batalhões do RI 1, dois batalhões do RI 16 e por Caçadores 4;
- Dois esquadrões de cavalaria do 16º Regimento de Dragões Ligeiros (britânicos);
- Dois esquadrões do 1º Regimento de Hussardos da K.G.L..

## O Combate
Às 05H00 do dia 12 de Março, após o Combate de Pombal, as forças disponíveis de Wellington avançaram em três colunas em direcção a Venda da Cruz, cerca de 6 Km mais a Norte. De madrugada, a cavalaria britânica tinha ali localizado o VI CE do qual estavam presentes apenas as duas primeiras divisões, sob o comando de Marchand e Mermet. As tropas anglo-lusas avançaram com a 3ª Divisão à direita, a Brigada Independente Portuguesa de Denis Pack ao centro e a Divisão Ligeira à esquerda. Atrás da Brigada portuguesa, sobre a estrada principal para Coimbra, a 4ª Divisão seguia as outras unidades constituindo uma reserva pronta a actuar onde fosse necessário. No entanto, quando as tropas anglo-lusas iniciaram o movimento, também o VI CE iniciou a marcha para Norte indo ocupar posições na região de Redinha, 7 Km a Nordeste.

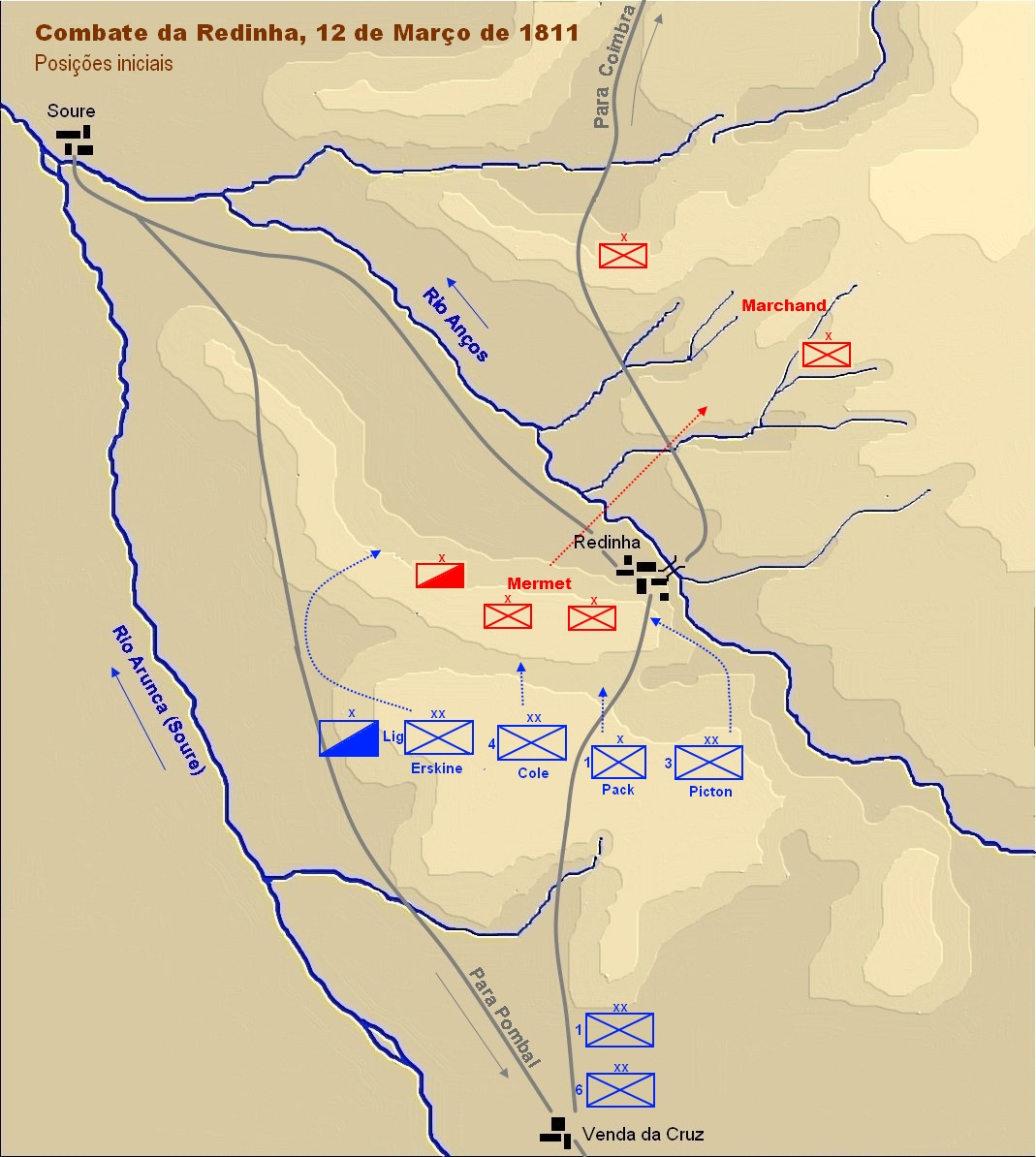
Posições iniciais e principais movimentos no combate de Redinha

Ney colocou a Divisão de Mermet no planalto, na margem Oeste do Rio Anços, e a Divisão de Marchand na região elevada do lado da Serra do Sicó, a cerca de 3 Km do rio. Loison encontrava-se em Rabaçal, cerca de 11 Km em linha recta. O VIII CE encontrava-se em Condeixa, cerca de 15 Km a Norte, e o IX CE (reduzido à Divisão de Conroux) encontrava-se a caminho de Ponte de Mucela, como escolta de uma parte dos trens e cerca de 800 doentes e feridos.

Cerca das 14H00, Wellington iniciou o ataque. A 3ª Divisão entrou na área arborizada na esquerda da Divisão de Mermet enquanto a Divisão Ligeira fez um percurso idêntico pela ala direita. A Brigada Portuguesa de Pack e a 4ª Divisão posicionaram-se frente à Divisão francesa, a uma distância para além do alcance dos mosquetes, prontas a avançar. Nesta espera, sofreram algumas baixas provocadas pela artilharia francesa. Quando a Divisão de Mermet, depois de uma troca de tiros com tropas anglo-lusas da 3ª Divisão e da Divisão Ligeira, começou a ter a sua retirada ameaçada pela manobra de envolvimento que estava a ser efectuada por aquelas unidades, Ney deu ordem para a sua retirada através da ponte sobre o Rio Anços, com o apoio da Divisão de Marchand que se encontrava no outro lado (Este) do rio. Os batalhões em retirada aglomeraram-se na ponte e isso provocou um maior número de baixas devido ao fogo da Divisão Ligeira. Enquanto isto se passava, a 3ª Divisão tentou atravessar o rio a vau por forma a cortar a retirada a Mermet antes que as suas tropas atingissem a área onde teriam o apoio da Divisão de Marchand mas o caudal era forte e profundo e não conseguiram passar.

As unidades anglo-lusas atravessaram a ponte e formaram uma linha frente às posições ocupadas pela Divisão Marchand, com um dispositivo idêntico ao que tinham tomado perante a Divisão de Mermet. Quando as 3ª Divisão e a Divisão Ligeira avançaram numa nova manobra de envolvimento, Ney deu ordem de retirada e, sem oferecer muita resistência, recuou para novas posições em Condeixa. As manobras foram bem executadas por ambas as partes. Wellington tentou cortar a retirada das divisões francesas e Ney, que executava uma operação retrógrada, conseguiu, em duas posições sucessivas, demorar os seus perseguidores por mais 24 horas. Era essa a forma correcta de actuar como Guarda de Retaguarda. Ao não se empenhar demasiado, Ney cumpriu a missão com poucas baixas: 227 mortos, feridos e desaparecidos ou capturados, a maior parte da Divisão de Mermet. Os Aliados, pelo seu lado, tiveram 17 mortos, 174 feridos e 15 desaparecidos. Destes, 9 mortos, 54 feridos e 10 desaparecidos eram militares portugueses.